# 고문현
고문현(高文炫)은 대한민국의 법학자이다. 경북대 행정학과를 나와 서울대에서 법학박사 학위를 받았다. 1996년 6월부터 2000년 2월까지 대법원 판례심사위원회 조사위원으로 있었고, 2003년 1월부터 2004년 8월까지 헌법재판소 헌법연구원으로 있었다. 2004년 9월부터 2007년 10월까지 울산대학교 법학과 교수로 있었고, 그 이후 숭실대학교 교수로 있다. 2018년 한국헌법학회 회장이었고, 2020년에는 풀브라이트 장학금 연구교수에 선정되었다. 2021년 9월 17일 한국ESG학회를 창립하여 창립총회에서 조명래 전 환경부장관을 초대회장으로 선출하고 고문현 교수를 차기회장으로 선출하였다. 2022년 11월 3일 한국ESG학회 정기총회에서 제2대 회장으로 선출되었다. 
그는 2018년 한국헌법학회 취임사에서 한국헌법학회의 독자적인 헌법개정안을 조속히 마련해 국회 및 관계기관에 전달하는 것이 급선무로, 각 회원의 의견을 수렴하여 '헌법개정안 준비 TF위원회'를 구성하겠다고 밝혔다.